# Staciana Stitts
Staciana Stitts Stitts Winfield (Columbus, 12 settembre 1981) è un'ex nuotatrice statunitense.

## Carriera
Ha fatto parte, anche se solo in batteria, della staffetta 4x100m misti che ha vinto la medaglia d'oro alle Olimpiadi di Sydney 2000.

## Palmarès
- Giochi olimpici

Sydney 2000: oro nella 4x100m misti.
- Giochi Panamericani

Winniepeg 1999: oro nei 100m rana e nella 4x100m misti.
Santo Domingo 2003: oro nei 100m rana e nella  4x100m misti.